# 達耶特獨立傭兵團
達耶特獨立傭兵團是角色扮演遊戲《龍與地下城》的設定集被遺忘的國度中虛構的一個組織。這是一個位于幽暗地域中魔索布莱城，由卓爾精靈組成的雇傭兵團。傭兵團的創始人是賈拉索。這個虛構的組織在R·A·萨尔瓦多的许多部小说中都有出现。
達耶特獨立傭兵團以高额佣金受雇于各个卓爾精靈家族从事一些阴谋和战争。